# 福岡県道37号小倉港線
福岡県道37号小倉港線（ふくおかけんどう37ごう こくらこうせん）は、福岡県北九州市小倉北区を通る県道（主要地方道）である。

## 概要
北九州市小倉北区浅野3丁目から北九州市小倉北区魚町2丁目に至る。
JR九州鹿児島本線・日豊本線・JR西日本山陽新幹線 小倉駅の西側を南南西に進み、山陽新幹線・鹿児島本線・日豊本線のガード下をくぐり抜け、国道199号バイパスと国道199号旧道を結ぶ主要地方道である。起点からガード下までは小倉駅新幹線口に近く、沿線にはホテルやオフィスビルなどが建ち並ぶ。ガード下より南側は雑貨・美容・煙草店・中華料理店といった小規模店舗が立ち並ぶ小倉中央銀座通り商店街で、この区間は通称ちゅうぎん通りと呼ばれる。

### 路線データ
- 起点：福岡県北九州市小倉北区浅野3丁目（浅野三丁目交差点、国道199号交点）
- 終点：福岡県北九州市小倉北区魚町2丁目（魚町交差点、国道199号旧道交点、福岡県道266号三萩野魚町線終点）
- 総延長：約500 m

## 歴史
- 1993年（平成5年）5月11日 - 建設省から、県道小倉港線が小倉港線として主要地方道に指定される[1]。

## 路線状況

### 通称
- ちゅうぎん通り

## 地理

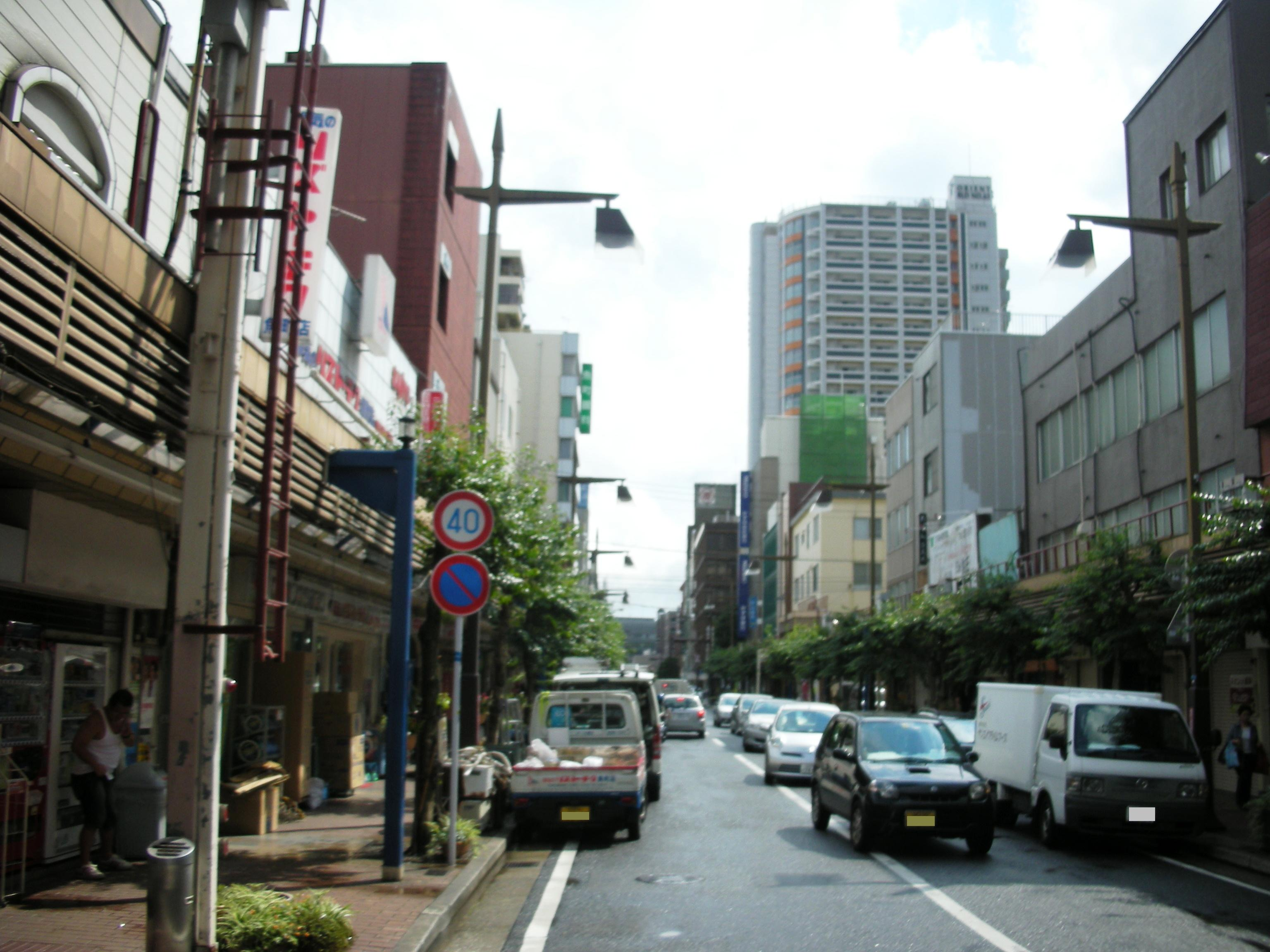
ちゅうぎん通り

### 通過する自治体
- 北九州市（小倉北区）

### 交差する道路
| 交差する道路                                                        | 交差する場所 | 交差する場所            |
| ------------------------------------------------------------------- | ------------ | ----------------------- |
| 国道199号 / バイパス                                                | 浅野3丁目    | 浅野三丁目交差点 / 起点 |
| 国道199号 / 旧道（勝山通り） 福岡県道266号三萩野魚町線 / みかげ通り | 魚町2丁目    | 魚町交差点 / 終点       |

### 交差する鉄道
- 山陽新幹線
- 鹿児島本線
- 日豊本線

### 沿線
- JR九州鹿児島本線・日豊本線・JR西日本山陽新幹線 小倉駅